# Danny Wright
Danny Wright (Cresskill, 22 febbraio 1946) è un cantante, tastierista e tecnico del suono statunitense.

## Carriera
Fratello del più noto Gary Wright, Danny è un pianista americano che raggiunse un discreto successo nella seconda metà degli anni '80.
È stato nominato due volte da Billboard come artista Top 10 nel genere musicale new age, con tre dei suoi album nella Top 10 New Age di Billboard Album per tre anni consecutivi. Nel corso degli anni, il repertorio di Wright ha abbracciato anche altri generi.

## Discografia

### Solista
- 1986 - Black and White
- 1987 - Time Windows
- 1989 - Remembering Christmas
- 1990 - Autumn Dreams
- 1992 - Black and White Encore
- 1993 - Just Wright for Christmas
- 1995 - Applause!
- 1997 - Hot Summer Nights
- 1999 - Christmas by Candlelight
- 2001 - Soul Mates
- 2003 - Do You Live Do You Love
- 2004 - Healer of Hearts
- 2005 - Real Romance
- 2013 - God Bless America

### Collaborazioni (parziale)
- 1981 - Face Value - Phil Collins
- 1984 - I Feel for You - Chaka Khan
- 1985 - Nirvana Peter - Peter Ivers
- 1987 - Come as You Are - Peter Wolf
- 1991 - Tonight is Now - Bruce Lev
- 1991 - Songs from the Heart - Parris Bower
- 1996 - Burning Memories - Motor Dolls
- 2002 - Songs About Jane - Maroon 5
- 2003 - The Possibly of Being - Kevin Martin
- 2016 - The Declaration of Independent - Bruce Lev